# احمد البوصافی
احمد البوصافی (عربی: احمد سعيد البوصافي؛ زادهٔ ۱ سپتامبر ۱۹۷۶) بازیکن فوتبال اهل عمان بود.
وی همچنین در تیم ملی فوتبال عمان بازی کرده‌است.